# Ladiver Illés (lelkész)
Idősb Ladiver Illés (1610–1676) ágostai evangélikus lelkész, ifjabb Ladiver Illés apja.

## Élete
Bánócon, Privigyén és Bicsén ezer kellemetlenség közt tanítóskodott és az egyházügyekben olyan érdemeket szerzett magának, hogy jutalmul 1639-ben a zsolnai nagy gyülekezet papjává tették és ott kötelességeiben oly szorgalommal járt el, hogy 1641-ben a turóci egyházmegye jegyzőjévé, 1655-ben pedig a Kruspir István újhelyi pap halála után esperesévé választatott. 1647-ben címeres nemességet kapott. Az üldözések korában élvén, ő is annyira zaklatva volt, hogy elhagyva nejét, Pataky Annát, száműzetésben halt meg.

## Műve
- Refutatio Hieronymi Zinchonii defensionis obsurdorum Ivulianorum ... (Rövid, de az utókor figyelmére méltó mű. A kassai egyetemen Ivul Gábor, teológiai tanár, elnöklete, Renyes István védelmezése és közös megegyezés folytán, ifj. Ladiver Illés, bártfai igazgatótanár és Zabanius Izsák, eperjesi concrector, támadása alatt 1666. június 25. és 26. vitatkozások tartattak: De judice controversiarum fidei. Lásd: Historica Relatio Colloquii Cassoviensis De Judice Controversiarum Fidei ... 1679. E vitázatok eredménye volt az Absurda Ivuliana sive septem mortalia peccata ejusdem symbola c. irat. Ivult Zinchonius Jeromos akarta védeni és némely dolgokat, amiket a védelemre szolgálandóknak vélt. a bártfai igazgató-tanár atyjának, Ladiver zsolnai papnak, küldött meg, aki a föntebbi cím alatt annyira megcáfolta a védiratot, hogy úgy Zinchonius, mint Ivul többé szólni sem mertek.)